# Trichocera unimaculata
Trichocera unimaculata är en tvåvingeart som beskrevs av Yang 1995. Trichocera unimaculata ingår i släktet Trichocera och familjen vintermyggor.
Artens utbredningsområde är Zhejiang (Kina). Inga underarter finns listade i Catalogue of Life.